# Itaquascon
Genre
Itaquascon est un genre de tardigrades de la famille des Hypsibiidae.

## Liste des espèces
Selon Degma, Bertolani et Guidetti, 2014 :
- taquascon biserovi Pilato, Binda & Moncada, 1999
- Itaquascon cambewarrense Pilato, Binda & Claxton, 2002
- Itaquascon enckelli (Mihelčič, 1971/72)
- Itaquascon globuliferum Abe & Ito, 1994
- Itaquascon mongolicus Kaczmarek, Michalczyk & Węglarska, 2002
- Itaquascon pawlowskii Węglarska, 1973
- Itaquascon pilatoi Lisi, Londoño & Quiroga, 2014
- Itaquascon pisoniae Pilato & Lisi, 2009
- Itaquascon placophorum Maucci, 1973
- Itaquascon simplex (Mihelčič, 1971)
- Itaquascon umbellinae de Barros, 1939
- Itaquascon unguiculum Pilato, Binda & Claxton, 2002

## Publication originale
- de Barros, 1939 : Itaquascon umbellinae gen. nov. spec. nov (Tardigrada, Macrobiotidae). Zoologischer Anzeiger, vol. 128, p. 106-109.